# Michaela Richtarčíková
Michaela Richtarčíková (20. května 1927 – 8. ledna 1990) byla československá politička ze Slovenska maďarské národnosti a bezpartijní poslankyně Sněmovny lidu Federálního shromáždění za normalizace.

## Biografie
K roku 1976 se profesně uvádí jako archivářka. Ve volbách roku 1976 zasedla do Sněmovny lidu (volební obvod č. 183 - Košice-jih, Východoslovenský kraj). Ve Federálním shromáždění setrvala do konce funkčního období, tedy do voleb roku 1981.